# Hololepta plana
Hololepta plana is een kever uit de familie spiegelkevers (Histeridae). De geslachtsnaam Hololepta is samengesteld uit de Griekse woorden hólos (ὁλος) en leptós (λεπτός) en betekent 'zeer plat'. De soortnaam plana is afgeleid van het Latijnse planus, wat ook 'plat' betekent.
Hololepta plana komt wijdverspreid voor in het grootste deel van Europa. De kever heeft een glanzend zwart, sterk afgeplat lichaam en is acht tot negen millimeter groot. Zowel de larven als de imago's leven onder loszittend schors van bomen van zacht hout, zoals populieren. Hier jagen zij op andere ongewervelde dieren.

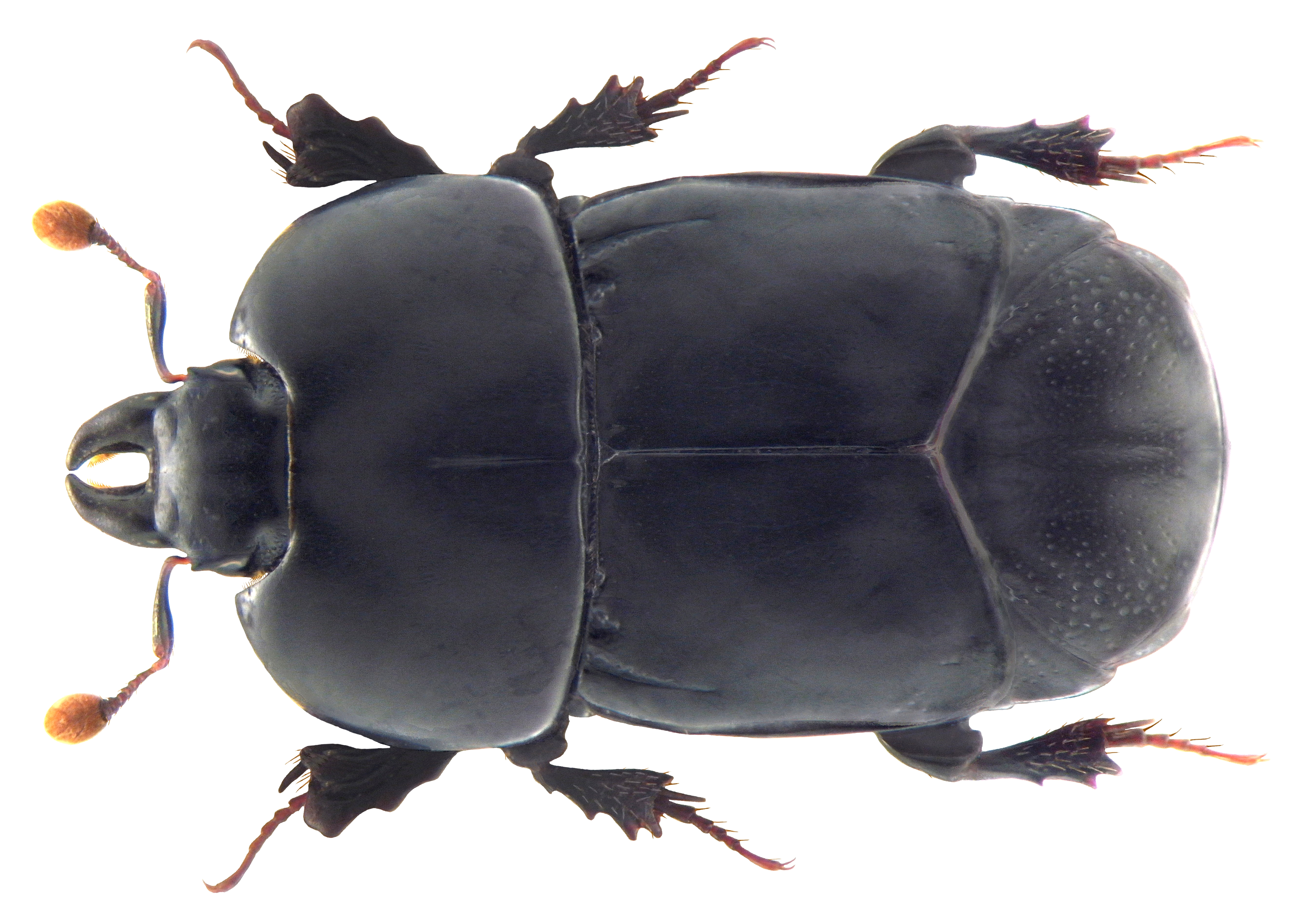
Bovenaanzicht
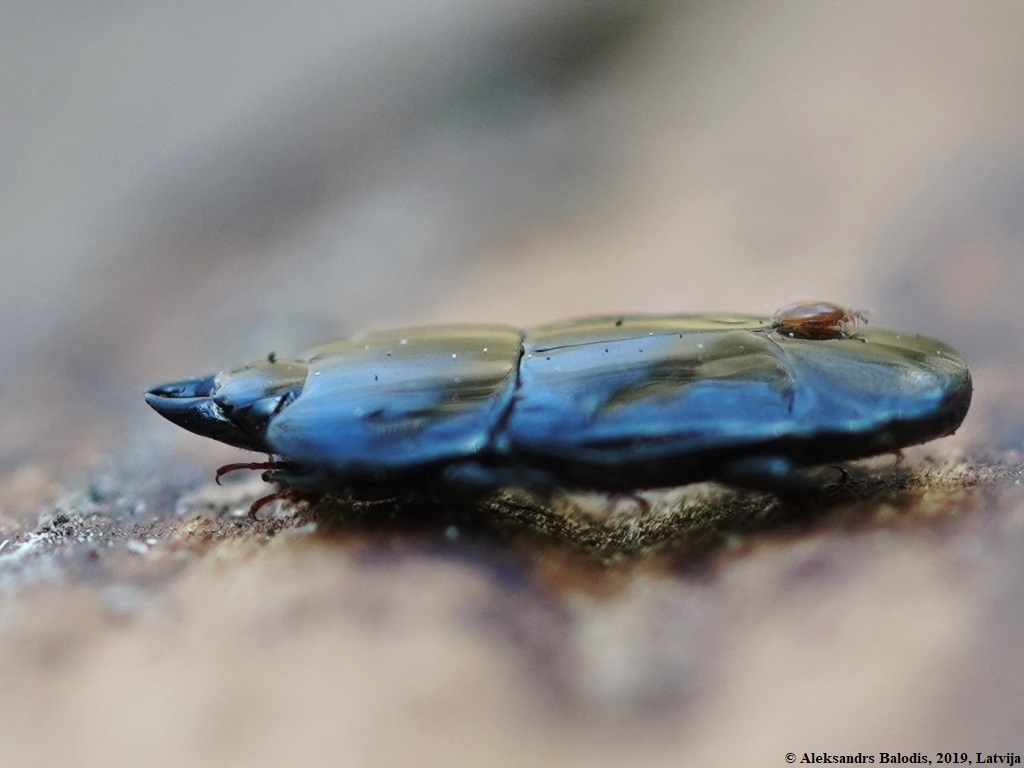
Zijaanzicht
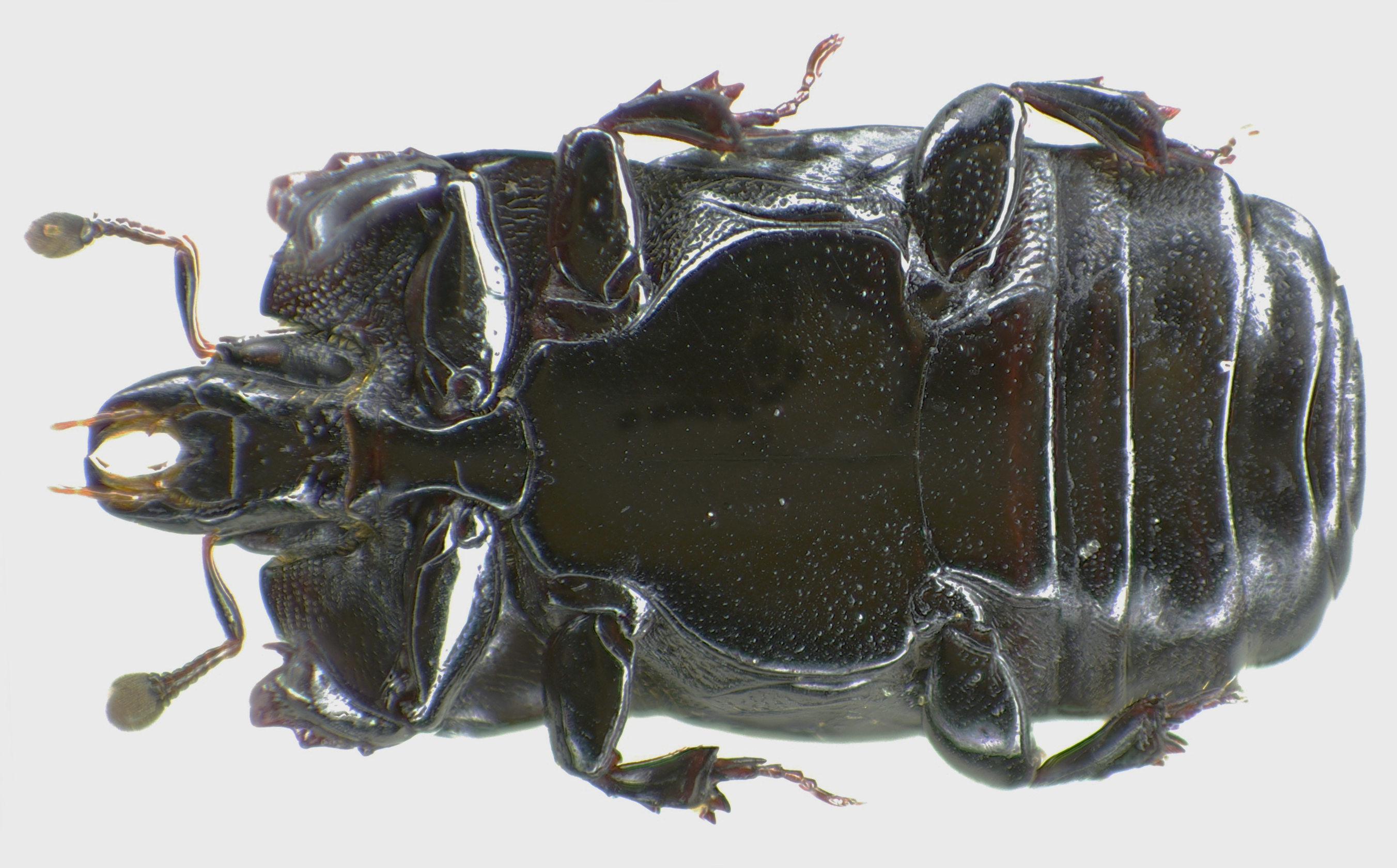
Onderaanzicht